# Армійська група «Голлідт»
Армійська група «Голлідт» (нім. Armeeabteilung Hollidt) — оперативне угруповання Вермахту, армійська група в роки Другої світової війни. Сформована наприкінці листопаду 1942 на основі армійського корпусу безпосередньо для проведення операції «Вінтергевіттер» — операції з метою деблокування 6-ї армії Паулюса в Сталінграді.

## Райони бойових дій
- Східний фронт (південний напрямок) (листопад 1942 — березень 1943)

## Командування

### Командувачі
- генерал від інфантерії К.-А. Голлідт (нім. Karl-Adolf Hollidt) (23 листопада 1942 — 6 березня 1943).